# Marchaux
Marchaux ist eine Ortschaft und eine ehemalige Gemeinde mit zuletzt 1.235 Einwohnern (Stand: 1. Januar 2015) im französischen Département Doubs in der Region Bourgogne-Franche-Comté. Die Gemeinde Marchaux gehörte zum Kanton Besançon-4 im Arrondissement Besançon.
Zum 1. Januar 2018 wurde Marchaux mit der Gemeinde Chaudefontaine zur neuen Gemeinde (Commune nouvelle) Marchaux-Chaudefontaine zusammengelegt. Marchaux ist der Verwaltungssitz der Gemeinde.

## Geographie
Marchaux liegt auf 297 m, etwa zwölf Kilometer nordöstlich der Stadt Besançon (Luftlinie). Das Dorf erstreckt sich in der gewellten Landschaft zwischen den Flusstälern von Doubs und Ognon, in einer Senke zwischen den Höhenzügen von Bois de Sassy im Süden und Grande Côte im Norden.
Die Fläche des 10,06 km² großen Gemeindegebiets umfasst einen Abschnitt in den äußersten nordwestlichen Höhenzügen des Juras. Der Hauptteil des Gebietes wird von der breiten Talmulde von Marchaux eingenommen, die nach Nordosten zum Ognon entwässert wird. Diese Senke ist teils mit Acker- und Wiesland, teils mit Wald (Forêt de Chailluz im Westen) bestanden. Sie wird im Süden vom Höhenrücken des Bois de Sassy (500 m) begrenzt, der das Gebiet vom Doubstal trennt. Nach Norden erstreckt sich das Gemeindeareal bis auf den Kamm der Grande Côte, auf der mit 530 m die höchste Erhebung von Marchaux erreicht wird. Dieser Höhenzug bildet in geologisch-tektonischer Hinsicht eine Antiklinale und ist gemäß der Streichrichtung des Juras in Richtung Südwest-Nordost orientiert.
Nachbarortschaften von Marchaux sind Vieilley, Venise, Champoux und Chaudefontaine im Norden, Châtillon-Guyotte im Osten, Amagney und Thise im Süden sowie Braillans im Westen.

## Geschichte
Erstmals urkundlich erwähnt wird Marchaux bereits im Jahr 967 unter dem Namen Marcaléo. Im Lauf der Zeit wandelte sich die Schreibweise über Merchal (1171), Marchaut (1262) und Marchault (1420) zum heutigen Namen. Im Mittelalter hatten verschiedene Herrschaften Besitz in Marchaux, darunter vor allem die Herrschaft Châtillon-Guyotte. Zusammen mit der Franche-Comté gelangte das Dorf mit dem Frieden von Nimwegen 1678 definitiv an Frankreich.

## Sehenswürdigkeiten
Die einschiffige Kirche Saint-Martin, die ursprünglich auf das 10. Jahrhundert zurückgeht, wurde von 1715 bis 1719 im griechisch-römischen Stil neu erbaut. Sehenswert ist auch das Mairie-lavoir (genutzt als Brunnen, Viehtränke und Waschhaus) mit seinen Säulen.

## Bevölkerung
| Bevölkerungsentwicklung | Bevölkerungsentwicklung |
| Jahr                    | Einwohner               |
| ----------------------- | ----------------------- |
| 1962                    | 305                     |
| 1968                    | 379                     |
| 1975                    | 556                     |
| 1982                    | 688                     |
| 1990                    | 806                     |
| 1999                    | 937                     |
| 2006                    | 1030                    |
| 2015                    | 1235                    |

Mit zuletzt 1.235 Einwohnern (Stand: 1. Januar 2015) gehörte Marchaux zu den kleineren Gemeinden des Départements Doubs. Nachdem die Einwohnerzahl in der ersten Hälfte des 20. Jahrhunderts abgenommen hatte (1886 wurden noch 422 Personen gezählt), wurde seit Beginn der 1960er Jahre wieder ein markantes Bevölkerungswachstum verzeichnet. Seither hat sich die Einwohnerzahl mehr als verdreifacht.

## Wirtschaft und Infrastruktur
Marchaux war bis weit ins 20. Jahrhundert hinein ein vorwiegend durch die Landwirtschaft (Ackerbau, Obstbau und Viehzucht) und die Forstwirtschaft geprägtes Dorf. Daneben gibt es heute verschiedene Betriebe des lokalen Kleingewerbes und des Einzelhandels. Am Ortsrand wurde in den letzten Jahren eine Gewerbezone eingerichtet, in der sich rund 20 Betriebe niedergelassen haben. Mittlerweile hat sich das Dorf auch zu einer Wohngemeinde gewandelt. Viele Erwerbstätige sind deshalb Wegpendler, die in der Agglomeration Besançon ihrer Arbeit nachgehen.
Die Ortschaft ist verkehrstechnisch gut erschlossen. Sie liegt an der Departementsstraße, die von Besançon nach Rougemont führt. Der nächste Anschluss an die Autobahn A36, die das Gemeindegebiet durchquert, befindet sich in einer Entfernung von ungefähr zwei Kilometern. Mit der Inbetriebnahme dieses Anschlusses wurde eine lokale Ortsumfahrung gebaut, so dass Marchaux heute vom Durchgangsverkehr entlastet ist. Weitere Straßenverbindungen bestehen mit Champoux, Châtillon-Guyotte und Amagney.